# Sumner (Iowa)
Sumner è una città degli Stati Uniti d'America, situata nello Stato dell'Iowa, nella Contea di Bremer e in parte nella contea di Fayette.